# Грімма
Грімма або Ґріма (нім. Grimma, в-луж. і н-луж. Grima) — місто на річці Мульде у землі Саксонія (Німеччина). Входить до складу району Лейпциг та адміністративного округу Лейпциг. Відстань до міста Лейпцига — 30 км.
Площа — 217,38 км2. Населення становить 28 149 ос. (станом на 31 грудня 2020). Четверте за площею місто Саксонії. З 2008 року є головним містом району (Гросе Крайзштадт).

## Історія
Населений пункт заснований 1170 року маркграфом Майсена Оттоном Багатим. Згадується з 1220 року.
Серед визначних пам'яток міста — будівля ратуші, побудована у 1442, школа, заснована у 1550 курфюрстом Моріцем та королівський замок.
Старий кам'яний міст XVIII століття зруйнований повінню 2002 року і відновлений 2012 року.
У XIV–XV століттях місто зазнало економічного розквіту, звідси бере початок Лейпцизький ярмарок.
Грімма — батьківщина саксонського герцога Альбрехта, родоначальника саксонського королівського дому. Місто часто служило місцеперебуванням маркграфів Мейсена та саксонських курфюрстів. У 1531 у місті укладено так звану угоду «Grimmaische Machtspruch», якою улагоджені довгі розбрати між обома саксонськими лініями Веттинів.

## Уродженці міста
- Катаріна Саксонська
- Георг Мюллер — філософ та психолог
- Ульріх Мюе — актор

## Галерея

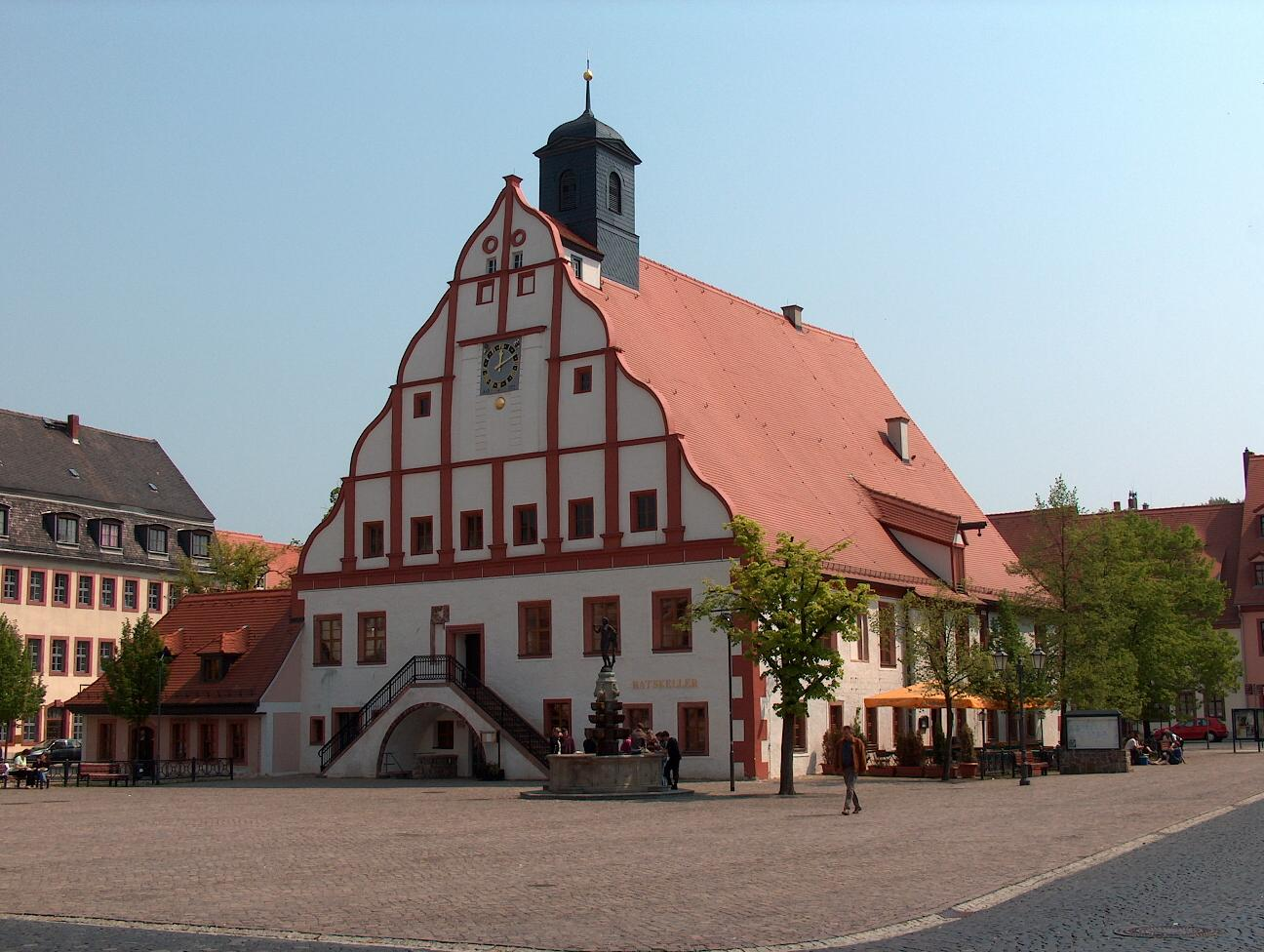
Ратуша
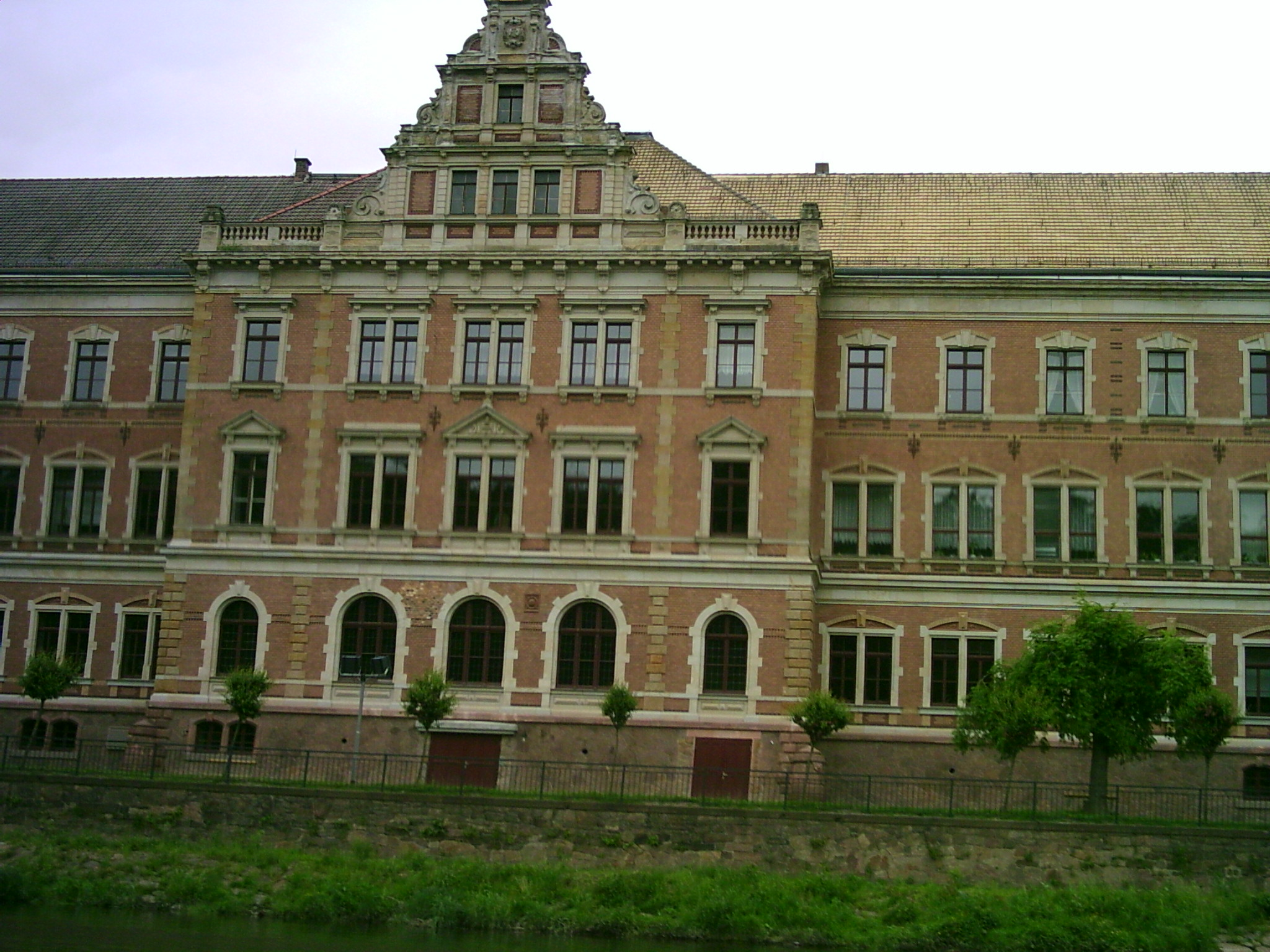
Гімназія Св. Августина
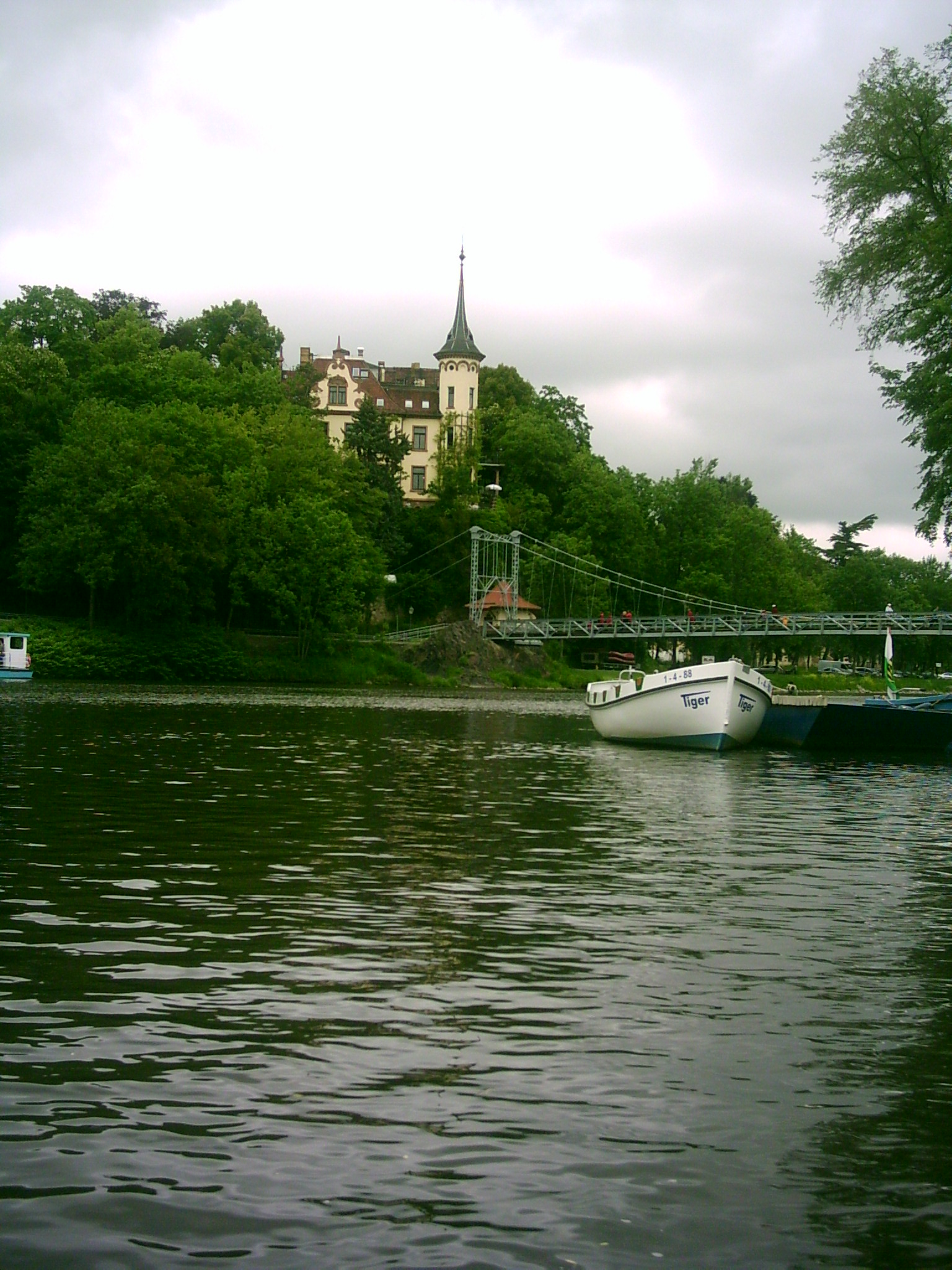
Річка Мульде
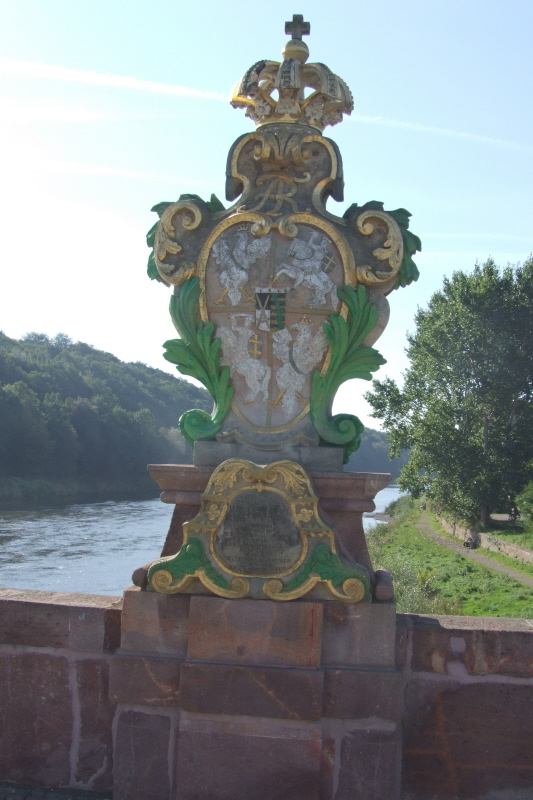
Герб на старому мосту через річку Мульде